# Holy Intellect
Holy Intellect - debiutancki album studyjny amerykańskiej grupy  hip-hopowej Poor Righteous Teachers wydany 19 czerwca 1990 roku nakładem wytwórni Profile Records. Wydawnictwo było promowane singlami "Holy Intellect" i "Rock Dis Funky Joint". Album zadebiutował na 17. miejscu notowania Top R&B/Hip-Hop Albums i 142. miejscu listy Billboard 200.
W opublikowanym w styczniu przez magazyn The Source album znalazł się na liście 100 Best Rap Albums (100 najlepszych albumów rapowych).

## Lista utworów
| #  | Tytuł                          | Producent        | Sample | Czas |
| -- | ------------------------------ | ---------------- | --- | ---- |
| 1  | "Can I Start This?"            | Tony D           | - Southside Movement - "Save the World" | 5:18 |
| 2  | "Rock Dis Funky Joint"         | Tony D           | - War - "Slippin' Into Darkness" - James Brown - "Funky President" - Funky 4 + 1 - "That's the Joint" - Public Enemy - "Terminator X Speaks With His Hands" | 5:12 |
| 3  | "Strictly Ghetto"              | Tony D           | - Earth, Wind & Fire - "Getaway" - Gil Scott-Heron / Brian Jackson - "H2Ogate Blues" - James Brown - "Mind Power"                                           | 3:27 |
| 4  | "Holy Intellect"               | Tony D           | - Earth, Wind & Fire - "Devotion (Live)" - War - "Good, Good Feelin'"                                                                                       | 4:21 |
| 5  | "Shakiyla"                     | Tony D           | - Zapp - "Be Alright" | 4:02 |
| 6  | "Time To Say Peace"            | Tony D           | - Gary Byrd - "Soul Travelling" - Soul II Soul - "Back to Life (Acapella)" - Just Ice - "Going Way Back"                                                    | 5:15 |
| 7  | "Style Dropped/Lessons Taught" | Tony D           | - Eddie Kendricks - "Girl You Need a Change of Mind" - Soul II Soul - "Back to Life (Acapella)" - Boogie Down Productions - "Necessary"                     | 4:54 |
| 8  | "Speaking Upon A Blackman"     | Eric "A IQ" Gray | - Mel Brown - "Good Stuff" - The Main Ingredient - "Black Seeds Keep on Growing"                                                                            | 3:21 |
| 9  | "So Many Teachers"             | Tony D           | - Millie Jackson - "Tell Her It's Over" | 4:43 |
| 10 | "Word From The Wise"           | Eric "A IQ" Gray | - James Brown - "The Boss" - Malcolm X - "Talks to Young People" - Public Enemy - "Night of the Living Baseheads"                                           | 5:02 |
| 11 | "Butt Naked Booty Bless"       | Tony D           | - Manu Dibango - "Soul Makossa" | 4:29 |
| 12 | "Poor Righteous Teachers"      | Tony D           | | 5:15 |

## Notowania
| Rok  | Album          | Notowanie | Notowanie | Notowanie |
| Rok  | Album          | USA 200   | Top R&B   |           |
| ---- | -------------- | --------- | --------- | --------- |
| 1990 | Holy Intellect | 142       | 17        |           |

| Rok  | Utwór                  | Notowanie | Notowanie | Notowanie |
| Rok  | Utwór                  | Hot R&B   | Hot Rap   |           |
| ---- | ---------------------- | --------- | --------- | --------- |
| 1990 | "Rock Dis Funky Joint" | 17        | 4         |           |
| 1990 | "Holy Intellect"       | 71        | 16        |           |